# Zdzisław Pawlik (polityk)
Zdzisław Rajmund Pawlik (ur. 30 sierpnia 1933 w Ułężu, zm. 26 marca 2012) – polski technik elektryk i działacz partyjny, poseł na Sejm PRL V i VI kadencji.

## Życiorys
Syn Władysława i Kazimiery. Był kierownikiem Wydziału w Zakładach Wytwórczych Maszyn Elektrycznych i Transformatorów im. Waltera Piecka w Żychlinie. Należał do Związku Walki Młodych, Związku Młodzieży Polskiej i od 1953 do Polskiej Zjednoczonej Partii Robotniczej. Ukończył trzymiesięczny kurs w Wyższej Szkole Nauk Społecznych przy KC PZPR. Był m.in. wykładowcą szkolenia partyjnego, pełnił funkcję I sekretarza oddziałowej organizacji partyjnej oraz Komitetu Zakładowego (od 1964), zasiadał też w Komitecie Wojewódzkim partii. W 1959 został członkiem plenum i egzekutywy (do 1971) oraz sekretarzem organizacyjnym (1961–1964) Komitetu Powiatowego PZPR oraz zasiadł w Komitecie Zakładowym partii. W 1969 i 1972 uzyskiwał mandat posła na Sejm PRL w okręgu Kutno. W trakcie V kadencji zasiadał w Komisji Przemysłu Ciężkiego, Chemicznego i Górnictwa, a w trakcie VI w Komisji Komunikacji i Łączności oraz w Komisji Przemysłu Ciężkiego i Maszynowego.
Został pochowany na cmentarzu parafialnym w Żychlinie.

## Odznaczenia
- Srebrny Krzyż Zasługi
- Brązowy Medal „Za zasługi dla obronności kraju”